# Sao lá hình tim
Sao lá hình tim (danh pháp khoa học: Hopea cordata) là loài thực vật trong họ Dầu. Đây là loài đặc hữu của Việt Nam.